# Cucina veneziana
La cucina tradizionale veneziana che conosciamo oggi è il risultato di secoli di vicissitudini che hanno visto l’incontro tra culture e popoli diversi. Nell’epoca del suo massimo splendore la Repubblica di Venezia non era solo una ineguagliata potenza navale, era la porta tra oriente e occidente, un crocevia attraversato da commercianti, navigatori e pellegrini diretti in Terra Santa. La cucina della Serenissima ha quindi risentito dell'influenza di questo melting pot, facendo propri sapori esotici e diventando così una sorta di cucina fusion ante litteram. Non a caso le spezie orientali come zafferano, cannella, zenzero, noce moscata avevano un ruolo centrale in questa cucina e venivano usate in grande quantità (nel XV secolo nei porti della Serenissima ne venivano scaricate annualmente circa 5.000 tonnellate).

Oltre all'utilizzo di prodotti locali, come il pesce e gli ortaggi delle isole lagunari, la cucina veneziana si basa storicamente anche su prodotti e lavorazioni di importazione. Fatto facilitato dall'essere stata il centro principale di un vasto dominio. 

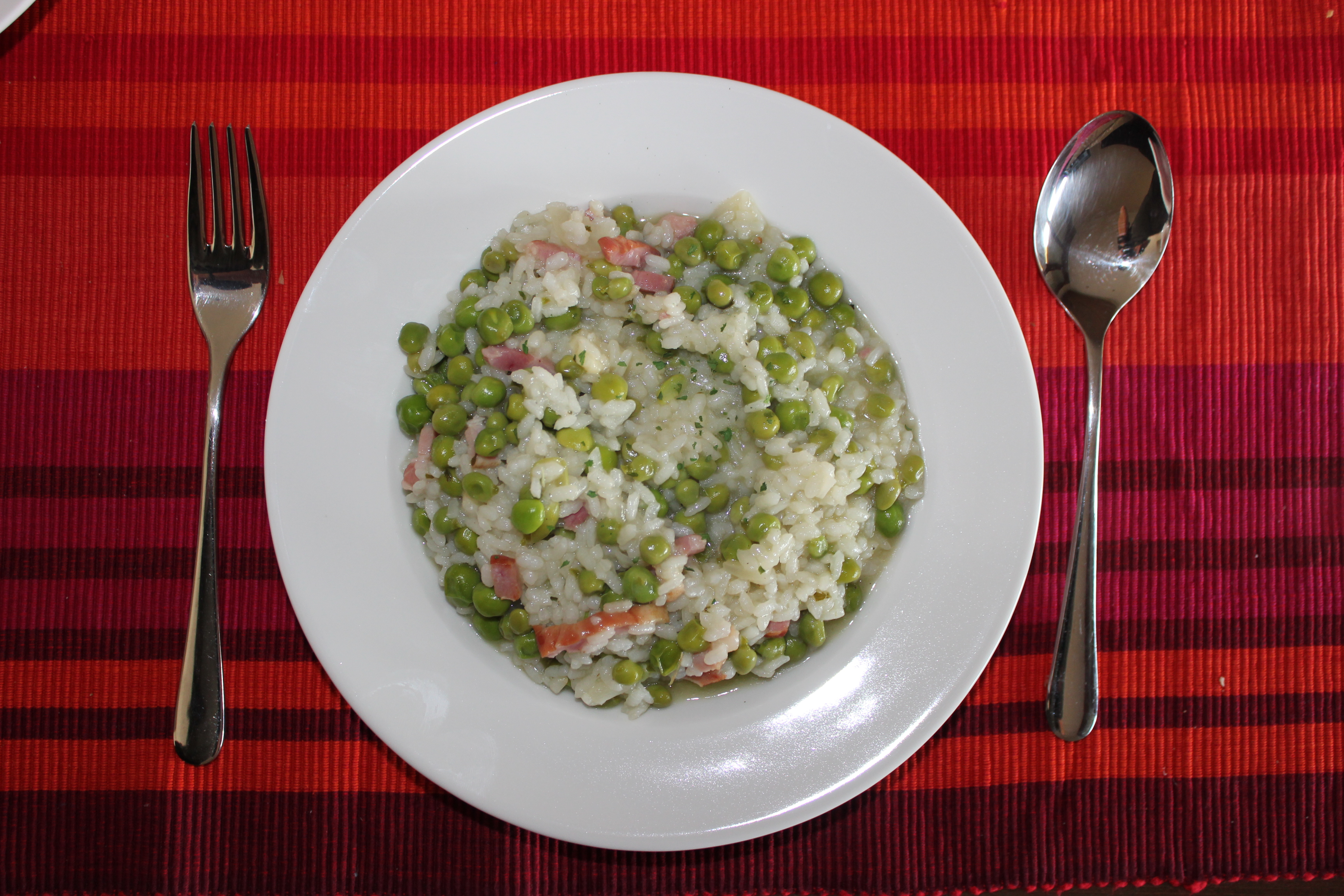
Risi e bisi

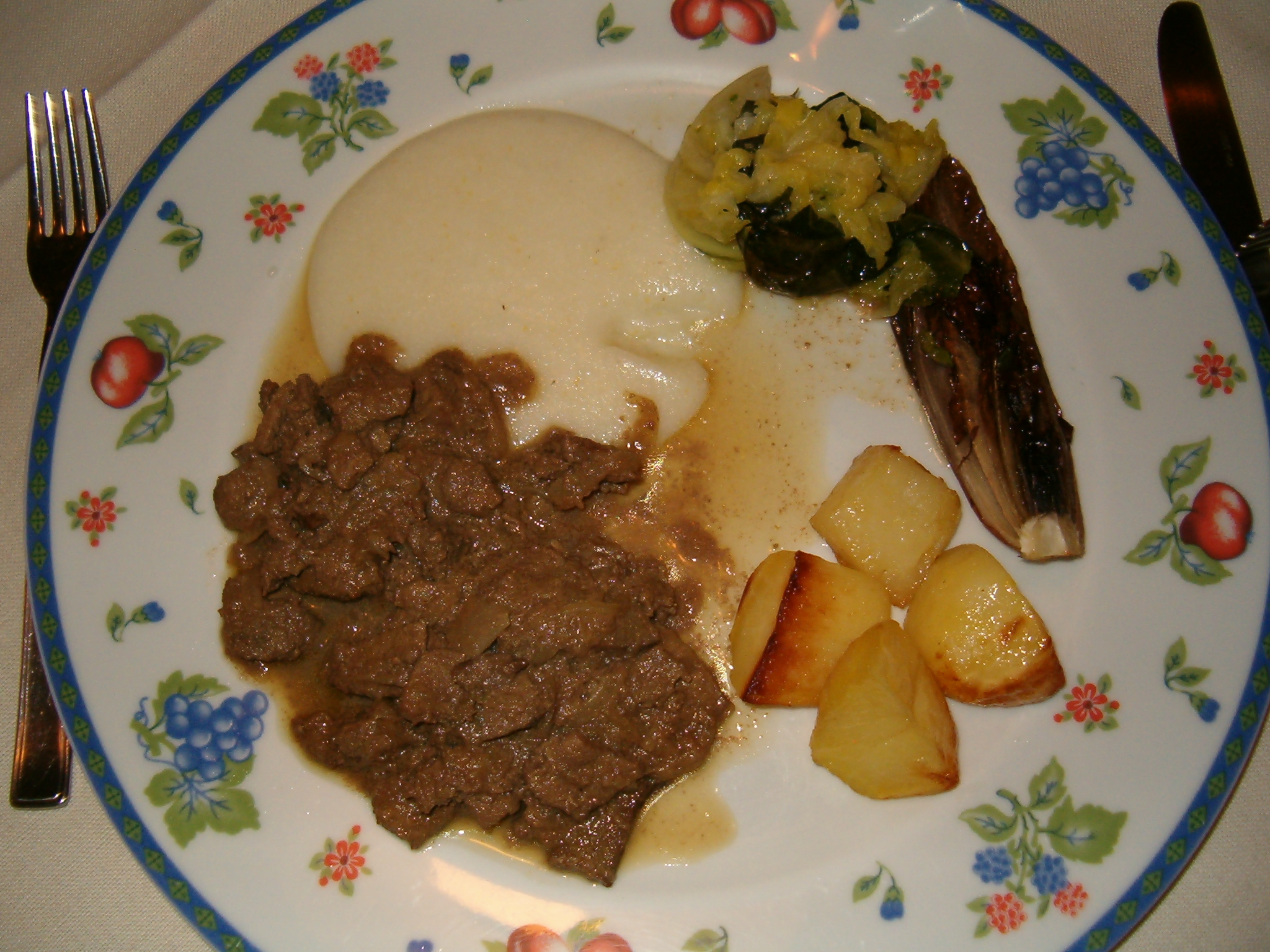
Fegato alla Veneziana con polenta bianca di mais Biancoperla

## Piatti tipici
Alcuni piatti tipici della cucina veneziana sono:
- cicchetti: dal latino "ciccus" ("piccola quantità"), sono gli antesignani del moderno finger food. I cicchetti sono infatti piccoli bocconcini a base di fette di pane o polenta farciti con salumi, pesce e formaggi. Simili alle tapas spagnole, i cicchetti inizialmente venivano serviti solo nei bacari, piccoli locali con pochi posti a sedere dove si mangiava senza posate.
- risi e bisi: un semplice risotto con pisellini cotti in tegame dopo aver appassito abbondante cipolla, quindi conditi con prezzemolo, sale e pepe (è il piatto tipico della Festa di San Marco);
- risi co i bruscandoli: risotto esclusivamente primaverile realizzato con i giovani germogli della pianta;
- risoto de gò: risotto preparato con il ghiozzo (Zosterisessor ophiocephalus), detto gò, pesce tipico della laguna veneziana;
- bigoli in salsa: spaghetti conditi con una riduzione in olio di oliva di sarde salate e cipolle;
- pasta e fazioi: minestra di fagioli con pasta (tipicamente pasta lunga ruvida spezzata, del tipo chiamato localmente "signorine" o "reginette");
- castraure; boccioli dal primo raccolto dei carciofi violetti (tipici dell'isola dell Vignole) stufati con olio e aglio; vengono anche utilizzati i secondi boccioli (botoli) raccolti dopo la prima divisione della pianta, meno pregiati e meno gustosi;
- castradina: antico cibo a base di cosciotto di montone salato, affumicato e poi stagionato (originariamente importato dai Balcani), usato per fare una gustosa zuppa con l'aggiunta di foglie di verza, cipolle e vino, che tradizionalmente viene gustata alla vigilia della festa della Madonna della Salute (21 novembre);
- bacala mantecato; stoccafisso bollito e mantecato con olio e un po' d'aglio;
- fritole de bacala; frittelle salate con un ripieno di baccalà salato precotto;
- sarde in saor: sardine fritte, immerse nella cipolla appassita a fuoco lento nello stesso olio in cui si sono fritte le sardine, se rimasto chiaro, uvetta e pinoli (la tradizione li vuole solo d'inverno per aumentarne le calorie), e annaffiate con abbondante aceto allungato con poca acqua. Con le cipolle così ottenute si coprono le sarde messe in una terrina. Si lascia il tutto a macerare almeno due giorni; preparazione simile ai vari scapeci mediterranei, si ritiene mutuata dalla folta comunità ebraica;
- mołéche: piccoli granchi verdi della specie Carcinus aestuarii, quando sono arrivati al culmine della fase di muta e quindi molli, vengono fritti. Le moléche sono molto preziose perché la fase di muta nell'acqua salmastra delle laguna dura poche ore, la corazza torna subito dura e ritornano a essere chiamate masenete;
- bisato su l'ara: grossa anguilla cotta in forno per ore su un letto di foglie d'alloro e senza ulteriori condimenti, considerata preparazione tradizionale dei vetrai muranesi,
- poenta e schie: piccoli gamberi di laguna (Palaemon serratus) (grigi da crudi, grigio-marroncini da cotti), fritti e adagiati su un letto di polenta gialla morbida. Solo recentemente servite con una polenta talmente liquida da dover essere raccolta col cucchiaio, che contrasta in pieno con quella tradizionale veneziana che viene tagliata sul tagliere con una gugliata di filo;
- sepe col nero: seppie cucinate in tegame con olio, aglio, prezzemolo, vino bianco e l'aggiunta del proprio inchiostro. Esiste anche la variante con conserva in tubetto (triplo concentrato di pomodoro);
- scampi a la buzara; scampi cotti velocemente con una salsa di pomodoro, aglio e peperoncino, preparazione probabilmente importata dall'Istria o dalla Dalmazia dove è pure comune;
- fegato alla veneziana: fegato di vitello cotto con cipolle bianche, olio extravergine d'oliva e un goccio di vino bianco verso fine cottura;
- pan biscoto: pane biscottato, con un procedimento che dura 24 ore di forno a 100 °C, che lo rende secco e croccante, ma allo stesso tempo friabile. Si abbina con i salumi, formaggi e sottaceti, per la sua lunga durata, se non esposto all'umidità, un tempo era le gallette ante litteram dei marinai veneziani;

Tra i dolci si possono citare le fritole, i baicoli, i xaeti, la pinsa, i galani, la fugassa, gli spuncioti de caramel (frutta secca o essiccata con qualche chicco d'uva infilata in spiedini di legno e immersa in zucchero caramellato), la fugassa de Pasqua, la torta veneziana.